# Desmatophoca
Desmatophoca es un género extinto de mamífero pinnípedo que vivió en el Mioceno de Norteamérica.
Este pinnípedo fósil poco conocido es un miembro de una familia de pinnípedos similares a las focas verdaderas, los Desmatophocidae. A diferencia de las focas modernas, poseía cola, aunque esta era relativamente corta. Tenía ojos grandes, y presumiblemente cazaba gracias a su vista, ya que no parece estar adaptada a oír debajo del agua.
Desmatophoca oregonensis fue uno de los primeros pinnípedos fósiles encontrados en la costa oeste de Norteamérica, y es conocido a partir de varios cráneos, mandíbulas y elementos de las extremidades hallados en la formación Astoria en las costas de Oregón. Había perdido la primitiva muela carnicera cortante de los pinnípedos primitivos como Enaliarctos, lo cual indica que era capaz de comer y tragar peces bajo el agua sin tener que regresar a tierra.

## Publicaciones originales
- T. Condon. 1906. «A new fossil pinniped (Desmatophoca oregonensis) from the Miocene of the Oregon coast.» University of Oregon Bulletin 3(3):1-14.
- L. G. Barnes. 1987. «An early Miocene pinniped of the genus Desmatophoca (Mammalia: Otariidae) from Washington.» Contributions in Science 382:1-20.